# Parafia Najświętszej Maryi Panny Częstochowskiej w Sędziszowie Małopolskim
Parafia pw. Najświętszej Maryi Panny Częstochowskiej w Sędziszowie Małopolskim – parafia rzymskokatolicka znajdująca się w diecezji rzeszowskiej w dekanacie Sędziszów Małopolski. Erygowana w 1986 roku.
Na terenie parafii, w sąsiedniej wsi o nazwie Boreczek znajduje się także kościół filialny pw. Podwyższenia Krzyża Świętego, w którym uroczystości odpustowe odbywają się 14 września.
Terytorium parafii obejmuje  Boreczek, Borek Mały, częściowo ulicę Borkowską oraz osiedle Borek Wielki w Sędziszowie Małopolskim i Rudę.
W latach 1986–2018 parafia swoją siedzibę miała w Borku Wielkim. W związku z włączeniem miejscowości w strukturę miasta od 1 stycznia 2019 znajduje się w Sędziszowie Małopolskim.